# Slumptjärnen, Jämtland
Slumptjärnen är en sjö i Bräcke kommun i Jämtland och ingår i Ljungans huvudavrinningsområde.